# خلیج سالگا
خلیج سالگا (به پرتغالی: Baía da Salga) یک خلیج و خور (جغرافیا) در پرتغال است که در آزور واقع شده‌است.